# Afrodite Superstar
Afrodite Superstar, auch AfroDite Superstar ist ein US-amerikanischer Pornofilm, der als frauenfreundlich und künstlerisch wertvoll gilt.

## Handlung
Der Film ist eine romantische Komödie, die von Afrodite (Simone Valentino) handelt, einer Newcomerin, die sich in eine sexy Rapperin verwandelt. Afrodite stammt aus der Vorstadt und wird beim Karaoke von dem Hip-Hop-Manager C.E.O. entdeckt und gefördert. Gemeinsam mit ihrer Freundin Isis Peterson nimmt sie CDs und Videos auf und lernt Musiker, Künstler und Produzenten kennen, mit denen sie sexuelle Beziehungen aufbaut. Sie liebt jedoch C.E.O., der diese Liebe nicht erwidert und sie als Objekt betrachtet, mit dem er Geld verdienen kann.

## Hintergrund
Der Film ist die erste Veröffentlichung von Femme Chocolate, einem Label von Candida Royalle's Femme Productions Label, das sich vor allem auf das weibliche afroamerikanische Publikum in den USA konzentriert, ohne den ansonsten in vielen Pornofilmen üblichen Rassismus zu transportieren.
Die Regisseurin Venus Hottentot zählt wie Larry Clark, Matthew Barney, John Cameron Mitchell, Vincent Gallo, Michael Winterbottom und Gore Vidal mit den Filmen Destricted, Shortbus, The Brown Bunny, 9 Songs und Caligula zu den Mainstream-Filmemachern, die zum Nachdenken anregende, intelligente Filme mit expliziten sexuellem Inhalt drehen. Sie wollte als intellektuelle Feministin mit einem Kunsthochschulabschluss einen Film drehen, der positive sexuelle Darstellungen von farbigen Frauen zeigt, um die Mainstreambilder in Pop-Kultur Musikvideos, Filmen und Magazinen zu kontrastieren. Den Namen Venus Hottentot wählte sie, um sich auf den Spirit der als Sarah Baartman bekannten südafrikanischen Frau der Khoi zurückzubesinnen, die im Jahr 1810 in Europa aufgrund ihrer stark vergrößerten Schamlippen und ihrem Fettsteiß ausgestellt und als Vénus hottentote sexuell ausgebeutet wurde. Es wird vermutet, dass Venus Hottentot die TV-Moderatorin und Romanschreiberin, Kunstfilmemacherin Abiola Abrams ist.

## Rezeption
Afrodite Superstar wurde von der American Association of Sex Educators unterstützt und wurde am 20. März 2007 an der The New School for Social Research in New York City als Preview mit einer Diskussion über farbige Frauen und sexuelle Bilder gezeigt, im Zusammenhang mit Terry Williams, Professor für Soziologie an der New School for Social Research, als Teil seiner Sex in the City Serie. Das Werk gilt als erster Pornofilm, der Gloria Steinem und Bell Hooks zitiert. Er wurde im 2007 Sexy Gift Guide in der Wochenzeitung The Village Voice von Expertin Tristan Taormino empfohlen.
In ihrem Buch X – Porno für Frauen betont Erika Lust die Pluralität und Multikulturalität, die bereits bei normalen Pornofilmen höher ist als bei anderen Filmgenres, stellt zugleich jedoch klar, dass das afroamerikanische Publikum in den USA ein eigenes Pornokino verlangt, das seit Afrodite Superstar von Femme Chocolate bedient wird. Sie lobt vor allem die Ästhetik und den musikalischen Groove des Films, begleitet von Sexszenen, die durch gegenseitigen Respekt geprägt sind. Der Abspann, in dem Afrodite bekleidet zu einem Hip-Hop-Rhythmus tanzt, betont ihrer Meinung nach den Wunsch von Venus Hottentot, „ein anderes Bild von den farbigen Frauen zu zeichnen, die in der Pop-Kultur und den Hip-Hop-Videoclips leider nur als Objekte betrachtet werden, deren einzige Fähigkeit darin besteht, ihre (stets perfekten) Hintern im Takt der Musik zu bewegen“.
In der Besprechung der Internetseite pornmoviesforwomen.com wurde Afrodite Superstar als einzigartiger und ungewöhnlicher Film empfohlen, der die Hürde für zukünftige Filme deutlich anhebt. Nach ihrer Ansicht ist Afrodite Superstar ein Independent-Film, der durch Hardcore-Szenen ergänzt wurde, die manchmal auch nicht richtig passen und mit Ausnahme der letzten Szenen zwischen Afrodite und C.E.O. auch wenig zur Story beitragen. Venus Hottentot bringt nach ihrer Ansicht eine frische Perspektive in den Pornobereich, vor allem da sie vorher nicht in diesem gearbeitet hatte und den Darstellern Schauspielstunden geben ließ.
Der Debütroman des Schauspielers Blair Underwood „Casanegra“ handelt zufälligerweise auch von einem Rap-Superstar namens Afrodite.

## Auszeichnungen
Der Film erhielt nach seiner Veröffentlichung einige Filmpreise:
- 2008: AVN Award: „Best Music“
- 2007: Feminist Porn Awards: „Best New Star“ (Simone Valentino)

Der Film war 2008 für sechs weitere AVN Awards nominiert: Best Video Feature, Best Screenplay, Best Director, Best Actress (Simone Valentino), Best Supporting Actress (India), und Best Supporting Actor (Mr. Marcus).